# Мортельманс, Аугюст
Аугюст Мортельманс (нидерл. August Mortelmans; 24 апреля 1901, Керком, Бельгия — 8 октября 1985, Лир, Бельгия) — бельгийский профессиональный шоссейный велогонщик в 1924—1935 годах. Чемпион Бельгии в групповой гонке (1927). Четырёхкратный победитель велогонки Хейстсе Пейл (1927, 1928, 1930, 1932).

## Достижения
1924
2-й Бенш — Шиме — Бенш
1925
2-й Париж — Тур
1927
1-й  Чемпион Бельгии — Групповая гонка
1-й Хейстсе Пейл
1928
1-й Хейстсе Пейл
2-й Тур Фландрии
1930
1-й Хейстсе Пейл
1932
1-й Хейстсе Пейл